# بوهاتیتسه (ناحیه تشسکا لیپا)
بوهاتیتسه (به چکی: Bohatice) یک منطقهٔ مسکونی در جمهوری چک است که در ناحیه تشسکا لیپا واقع شده‌است.